# Virgilijus Alekna
Virgilijus Alekna (født 13. februar 1972 i Terpeikiai, Sovjetunionen) er en litauisk atletikudøver, der er dobbelt verdensmester og har vundet medaljer ved tre olympiske lege i diskoskast.

## Atletikkarriere
Aleknas første store internationale resultat kom, da han i 1997 blev nummer to i diskoskast ved VM. Året efter blev han nummer tre ved EM, og ved OL 2000 i Sydney vandt han først sit indledende heat, og derpå også finalen, hvor han henviste tyske Lars Riedel til andenpladsen, mens sydafrikaneren Franz Kruger blev nummer tre.
I 2001 vandt han VM-sølv, i 2002 EM-sølv og i 2003 blev han verdensmester. Ved OL 2004 i Athen vandt han igen sit indledende heat, hvorpå han også var bedst i finalen og dermed genvandt sit OL-guld, mens ungareren Zoltán Kővágó fik sølv og esteren Aleksander Tammert bronze. Alekna vandt derpå VM i 2005 og EM i 2006. Derpå begyndte resultaterne at blive knap så gode, og hans sidste store internationale resultat kom, da han vandt bronze ved OL 2008 i Beijing. Her vandt esteren Gerd Kanter foran polakken Piotr Małachowski. Hans sidste OL blev 2012 i London, hvor han blev nummer fire.

## Familie
Virgilijus Aleknas søn, Mykolas Alekna, der som sin far også dyrker diskoskast. I april 2024 overraskede han atletikverdenen, da han forbedrede verdensrekorden sat i 1986 af østtyskeren Jürgen Schult. Mykolas Alekna kastede 74,35 m, hvilket var 28 cm mere end Schult.